# American Le Mans Series 2009
American Le Mans Series 2009 kördes över tio omgångar.

## LMP1

### Delsegrare
| Datum        | Bana/Tävling       | Vinnare                                     | Märke   |
| ------------ | ------------------ | ------------------------------------------- | ------- |
| 21 mars      | Sebring 12-timmars | Tom Kristensen Allan McNish Rinaldo Capello | Audi    |
| 4 april      | Saint Petersburg   | David Brabham Scott Sharp                   | Acura   |
| 18 april     | Long Beach         | Gil de Ferran Simon Pagenaud                | Acura   |
| 17 maj       | Miller             | Gil de Ferran Simon Pagenaud                | Acura   |
| 18 juli      | Lime Rock          | Gil de Ferran Simon Pagenaud                | Acura   |
| 8 augusti    | Mid-Ohio           | Gil de Ferran Simon Pagenaud                | Acura   |
| 16 augusti   | Road America       | David Brabham Scott Sharp                   | Acura   |
| 30 augusti   | Mosport Park       | David Brabham Scott Sharp                   | Acura   |
| 26 september | Petit Le Mans      | Franck Montagny Stéphane Sarrazin           | Peugeot |
| 10 oktober   | Laguna Seca        | Gil de Ferran Simon Pagenaud                | Acura   |

### Slutställning
| Plats | Förare                            | Märke         | Poäng |
| ----- | --------------------------------- | ------------- | ----- |
| 1     | David Brabham Scott Sharp         | Acura         | 179   |
| 2     | Gil de Ferran Simon Pagenaud      | Acura         | 162   |
| 3     | Clint Field Jon Field             | Lola          | 116   |
| 4     | Johnny Mowlem Stefan Johansson    | Ginetta-Zytek | 58    |
| 5     | Franck Montagny Stéphane Sarrazin | Peugeot       | 56    |
| 6     | Allan McNish Rinaldo Capello      | Audi          | 53    |
| 7     | Brian Willman Chris McMurry       | Lola          | 49    |
| 8     | Nicolas Minassian Pedro Lamy      | Peugeot       | 46    |
| 9     | Lucas Luhr Marco Werner           | Audi          | 43    |
| 10    | Chapman Ducote                    | Lola          | 42    |

## LMP2

### Delsegrare
| Datum        | Bana/Tävling       | Vinnare                                       | Märke      |
| ------------ | ------------------ | --------------------------------------------- | ---------- |
| 21 mars      | Sebring 12-timmars | Adrián Fernández Luis Díaz                    | Acura      |
| 4 april      | Saint Petersburg   | Adrián Fernández Luis Díaz                    | Acura      |
| 18 april     | Long Beach         | Adrián Fernández Luis Díaz                    | Acura      |
| 17 maj       | Miller             | Adrián Fernández Luis Díaz                    | Acura      |
| 18 juli      | Lime Rock          | Butch Leitzinger Marino Franchitti            | Lola-Mazda |
| 8 augusti    | Mid-Ohio           | Adrián Fernández Luis Díaz                    | Acura      |
| 16 augusti   | Road America       | Adrián Fernández Luis Díaz                    | Acura      |
| 30 augusti   | Mosport Park       | Adrián Fernández Luis Díaz                    | Acura      |
| 26 september | Petit Le Mans      | Butch Leitzinger Marino Franchitti Ben Devlin | Lola-Mazda |
| 10 oktober   | Laguna Seca        | Adrián Fernández Luis Díaz                    | Acura      |

## Slutställning
| Plats | Förare                             | Märke      | Poäng |
| ----- | ---------------------------------- | ---------- | ----- |
| 1     | Adrián Fernández Luis Díaz         | Acura      | 217   |
| 2     | Butch Leitzinger Marino Franchitti | Lola-Mazda | 137   |
| 3     | Klaus Graf                         | Porsche    | 73    |
| 4     | Chris Dyson Guy Smith              | Lola-Mazda | 55    |

## GT1

### Delsegrare
| Datum   | Bana/Tävling       | Vinnare                                       | Märke     |
| ------- | ------------------ | --------------------------------------------- | --------- |
| 21 mars | Sebring 12-timmars | Jan Magnussen Johnny O'Connell Antonio García | Chevrolet |
| 4 april | Saint Petersburg   | Oliver Gavin Olivier Beretta                  | Chevrolet |

## GT2

### Delsegrare
| Datum        | Bana/Tävling       | Vinnare                            | Märke     |
| ------------ | ------------------ | ---------------------------------- | --------- |
| 21 mars      | Sebring 12-timmars | Jaime Melo Pierre Kaffer Mika Salo | Ferrari   |
| 4 april      | Saint Petersburg   | Patrick Long Jörg Bergmeister      | Porsche   |
| 18 april     | Long Beach         | Patrick Long Jörg Bergmeister      | Porsche   |
| 17 maj       | Miller             | Patrick Long Jörg Bergmeister      | Porsche   |
| 18 juli      | Lime Rock          | Patrick Long Jörg Bergmeister      | Porsche   |
| 8 augusti    | Mid-Ohio           | Patrick Long Jörg Bergmeister      | Porsche   |
| 16 augusti   | Road America       | Joey Hand Bill Auberlen            | BMW       |
| 30 augusti   | Mosport Park       | Jan Magnussen Johnny O'Connell     | Chevrolet |
| 26 september | Petit Le Mans      | Jaime Melo Pierre Kaffer Mika Salo | Ferrari   |
| 10 oktober   | Laguna Seca        | Patrick Long Jörg Bergmeister      | Porsche   |

### Slutställning
| Plats | Förare                         | Märke     | Poäng |
| ----- | ------------------------------ | --------- | ----- |
| 1     | Patrick Long Jörg Bergmeister  | Porsche   | 181   |
| 2     | Jaime Melo Pierre Kaffer       | Ferrari   | 137   |
| 3     | Wolf Henzler                   | Porsche   | 103   |
| 4     | Tommy Milner Dirk Müller       | BMW       | 100   |
| 5     | Dominik Farnbacher Ian James   | Panoz     | 95    |
| 6     | Jan Magnussen Johnny O'Connell | Chevrolet | 86    |
| 7     | Seth Neiman                    | Porsche   | 76    |
| 8     | Mika Salo                      | Ferrari   | 60    |